# ماتياس سوسا (لاعب كرة قدم)
ماتياس سوسا (بالإسبانية: Matías Sosa) هو لاعب كرة قدم أرجنتيني في مركز الوسط، ولد في 26 فبراير 1992 في نيوكوين في الأرجنتين. شارك مع منتخب الأرجنتين تحت 17 سنة لكرة القدم. أما مع النوادي، فقد لعب مع ريال سبورتينغ خيخون وريفر بليت وسبورتينغ خيخون ب ونادي أمريكا وناسيونال مونتيفيديو.

## وصلات خارجية
- ماتياس سوسا (لاعب كرة قدم) على موقع الاتحاد الدولي (مؤرشف)  (الإنجليزية)
- ماتياس سوسا (لاعب كرة قدم) على موقع قاعدة بيانات كرة القدم.إي يو (الإنجليزية)
- ماتياس سوسا (لاعب كرة قدم) على موقع Soccerway.com (الإنجليزية)